# Фарго (Джорджія)
Фарго (англ. Fargo) — місто (англ. city) в США, в окрузі Клінч штату Джорджія. Населення — 250 осіб (2020).

## Географія
Фарго розташоване за координатами 30°41′13″ пн. ш. 82°34′17″ зх. д. / 30.68694° пн. ш. 82.57139° зх. д. (30.686814, -82.571527).  За даними Бюро перепису населення США в 2010 році місто мало площу 7,14 км², з яких 7,11 км² — суходіл та 0,03 км² — водойми.

## Демографія
Згідно з переписом 2010 року, у місті мешкала 321 особа в 125 домогосподарствах у складі 94 родин. Густота населення становила 45 осіб/км².  Було 161 помешкання (23/км²).
Расовий склад населення:
| - 75,7 % — білих - 19,3 % — чорних або афроамериканців - 2,8 % — корінних американців |

До двох чи більше рас належало 1,9 %. Частка іспаномовних становила 1,6 % від усіх жителів.
За віковим діапазоном населення розподілялося таким чином: 24,9 % — особи молодші 18 років, 60,5 % — особи у віці 18—64 років, 14,6 % — особи у віці 65 років та старші. Медіана віку мешканця становила 41,4 року. На 100 осіб жіночої статі у місті припадало 108,4 чоловіків;  на 100 жінок у віці від 18 років та старших — 102,5 чоловіків також старших 18 років.
Середній дохід на одне домашнє господарство  становив 46 104 долари США (медіана — 40 000), а середній дохід на одну сім'ю — 49 362 долари (медіана — 46 667). За межею бідності перебувало 25,1 % осіб, у тому числі 37,8 % дітей у віці до 18 років та 20,9 % осіб у віці 65 років та старших.
Цивільне працевлаштоване населення становило 146 осіб. Основні галузі зайнятості: виробництво — 25,3 %, сільське господарство, лісництво, риболовля — 24,0 %, освіта, охорона здоров'я та соціальна допомога — 17,1 %, мистецтво, розваги та відпочинок — 10,3 %.